# SN 2005gl
SN 2005glとは、地球から見てアンドロメダ座の方向に2億2000万光年離れた位置で発見された超新星爆発である。
SN 2005glは、渦巻銀河のNGC 266で発見され、NGC 266と同じ値の赤方偏移0.016を持つことが確認されたため、NGC 226内で発生した超新星爆発であることが分かっている。スペクトル線から、SN 2005glはIIn型超新星であることが推定された。
SN 2005glは、2005年10月5日にパケット天文台でTim PuckettとPeter Ceravoloによって発見された。発見は同天文台の60cm望遠鏡で撮影されたCCD写真によるものである。これとは独立に、佐野康男が10月12日に発見しており、5日に18.2等級だったSN 2005glが16.7等級まで増光していることが確認された。
SN 2005glは、ハッブル宇宙望遠鏡が捉えた画像の中から、超新星の元となる恒星が推定された。NGC 266 LBV 1と名づけられた恒星は、絶対等級-10.3等級、表面温度13000Kの極めて明るい星で、高光度青色変光星であると推定されている。